# Illa d'Antigua
Antigua és una illa del Carib. és l'illa més gran de l'estat d'Antigua i Barbuda. El nom d'Antigua el va donar Cristòfor Colom per la imatge de Santa Maria de la Antigua de la catedral de Sevilla. L'illa Antigua té una superfície de 281 km² i una població de 66.970 habitants (2001). La majoria (91%) dels habitants són negres o mulats. La capital de l'illa i de l'estat és Saint John que està prop de l'aeroport i compta amb un gran port. Altres poblacions són All Saints (3.412) i Liberta (2.239), segons el cens de 2001. La seva economia s basa en el turisme. També es fa ensenyament de medicina: University of Health Sciences Antigua (UHSA) i American University of Antigua (AUA) College of Medicine. Hi ha una base militar dels Estats Units.

## Història

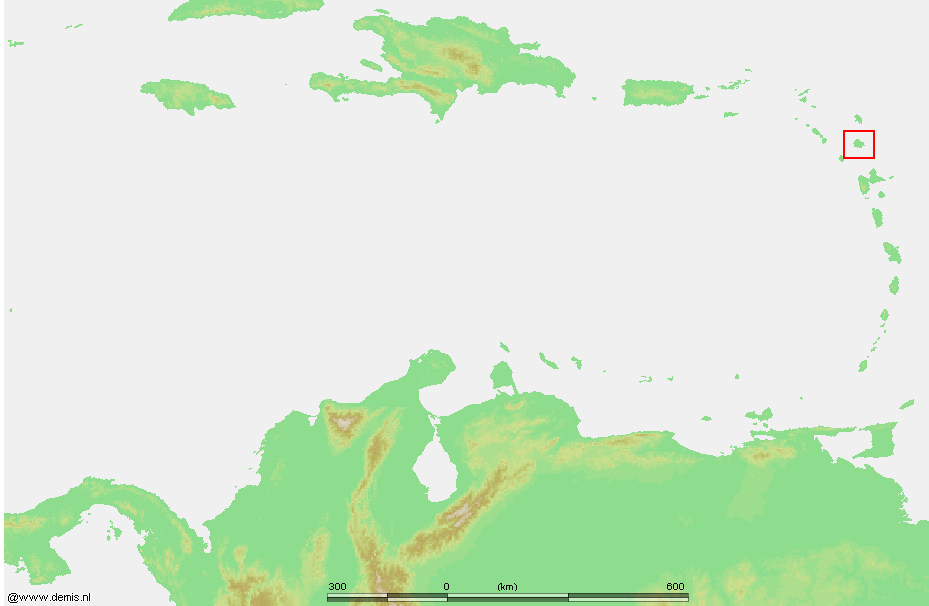
Localització d'Antigua

Els primers habitants van ser els indoamericans Ciboney que hi van viure durant segles fins que van marxar-hi de forma misteriosa. Els arawaks s'hi van establir quan van ser expulsats de Venezuela pels caribs. El 1492 Cristòfor Colom hi arribà en el seu segon viatge. Durant 150 anys els indis van resistir-se a la colonització europea.
El 1632, els anglesos sota el comandament de Sir Christopher Codrington s'establiren a Antigua essent aquest el primer assentament permanent europeu amb l'establiment d'una explotació de canya de sucre i l'esclavitud amb gent portada de l'Àfrica s'implantà. Lord Nelson va ser governador de l'illa Antigua i les illes Leeward des de 1784 a 1787 va aplicar la prohibició legal de comerciar amb els recents independitzats Estats Units cosa que el va fer impopular entre la població local.
Els britànics prohibiren el comerç d'esclaus a tot el seu territori el 1808 i l'emancipació va arribar el 1834.